# نيكولاس غونزاليس (لاعب كرة قدم)
نيكولاس غونزاليس (بالإسبانية: Nicolás González) (23 يونيو 1997 بمونتفيدو في الأوروغواي - ) هو لاعب كرة قدم أوروغواني في مركز مهاجم ‏.

## وصلات خارجية
- نيكولاس غونزاليس (لاعب كرة قدم) على موقع قاعدة بيانات كرة القدم.إي يو (الإنجليزية)
- نيكولاس غونزاليس (لاعب كرة قدم) على موقع Soccerway.com (الإنجليزية)